# Łysa Góra (Karkonosze)
Łysa Góra (niem. Freieberg, 946 m n.p.m.) – szczyt w Karkonoszach, w obrębie Kowarskiego Grzbietu.
Jest to niezbyt wybitny szczyt, leżący w północnej części Kowarskiego Grzbietu, na północny wschód od Wołowej Góry.
Zbudowany ze skał metamorficznych wschodniej osłony granitu karkonoskiego – głównie gnejsów.